# Nishio
Nishio (Japans: 西尾市, Nishio-shi) is een stad in de Japanse prefectuur Aichi. De oppervlakte van deze stad is 75,78 km² en eind 2009 had de stad ruim 107.000 inwoners.

## Geschiedenis
Nishio werd op 15 december 1953 een stad (shi).
Op 10 augustus 1954 werden er twee gemeenten en twee dorpen bij de stad gevoegd en op 1 april 1955 volgden nog twee dorpen.
Op 26 september 1959 werd de stad, net als enkele buursteden, zwaar getroffen door de Isewan tyfoon (internationaal bekend als Tyfoon Vera (1959) of onder nummer 5915).
Op 1 april 2011 werden de gemeenten Hazu, Isshiki en Kira van het district Hazu samengevoegd met de stad Nishio. Het district Hazu verdween na deze fusie.

## Economie
Nishio is bekend als een van de oudste regio's ter wereld waar thee wordt geproduceerd. De eerste theeplantage in Nishio werd in 1271 gestart toen de oprichter van de Jissotempel de eerste theestruiken plantte in de tuin van de tempel. Tegenwoordig komt ongeveer 50% van de totale matcha-theeproductie van Japan uit Nishio.
In 2006 werd Nishio opgenomen in het Guinness Book of Records met de grootste theeceremonie ooit.
De metaalindustrie en machinebouw plus de katoenverwerkende industrie zijn de belangrijkste industrietakken van Nishio.
De financiële sector is in Nishio sterk vertegenwoordigd.

## Verkeer
Nishio ligt aan de Nishio-lijn van de Nagoya Spoorwegmaatschappij (Meitetsu).
Nishio ligt aan de nationale autowegen 23 en 247.

## Partnersteden
Nishio heeft een stedenband met
- Porirua (Wellington), Nieuw-Zeeland

## Aangrenzende steden
- Anjo
- Hekinan
- Okazaki